# Nombre quàntic d'espín
En física atòmica, el nombre quàntic d'espín (amb símbol s) és el nombre quàntic que descriu el moment angular intrínsec (o moment angular d'espín o espín) d'una partícula donada. Per descriure de forma única l'estat quàntic d'un electró en un àtom són necessaris un conjunt de nombres quàntics: el nombre quàntic principal, el nombre quàntic azimutal, el nombre quàntic magnètic i el nombre quàntic d'espín. L'espín de l'electró fou descobert per Uhlenbeck i Goudsmit qui van donar aquest nom (de l'anglès girar o rotar) per la imatge que tenien d'un electró girant per produir-lo. Aquesta imatge es va veure aviat que era massa simple i físicament impossible i fou reemplaçada per un altre més abstracta segons la mecànica quàntica.

## Història
Inicialment, els intents per descriure el comportament dels electrons en un àtom es concentraven en resoldre l'equació de Schrödinger per l'àtom d'hidrogen, el cas més senzill. Això va tenir un èxit inicial al explicar moltes de les característiques del espectre atòmic malgrat no incloure el nombre quàntic d'espín en aquesta descripció.
No obstant, en els primers anys de la mecànica quàntica es va veure que l'espectre atòmic mesurat en camps magnètics externs no es podien descriure correctament d'aquesta manera (veure efecte Zeeman).
El gener del 1925, després d'escoltar Wolfgang Pauli a Tübingen, Ralph Kronig va proposar l'existència de l'espín del electró mentre encara era a la Universitat de Colúmbia com a estudiant de doctorat. A Werner Heisenberg i Pauli no els va agradar la idea donat que, en principi, ells ja havien exclòs totes les possibles accions a la mecànica quàntica. Ara, Kronig proposava la rotació del electró a l'espai. Pauli va ridiculitzar especialment aquesta idea al dir que: "és molt intel·ligent, però per descomptat no té res a veure amb la realitat". Després d'aquestes dures critiques, Kronig va decidir no publicar la seva hipòtesi i la idea va haver d'esperar a que altres li prenguessin aquest mèrit: Ralph Kronig va tenir aquesta idea uns quants mesos abans que George Uhlenbeck i Samuel Goudsmit, dos físics holandesos, als que els llibres de text acrediten aquest mèrit.
Aquell mateix any 1925, Pauli va proposar un nou grau de llibertat quàntic (o nombre quàntic) amb dos possibles valors possibles per tal de resoldre les inconsistències observades entre la mecànica quàntica i l'espectre molecular observat. Poc més tard, Uhlenbeck i Goudsmit van identificar aquest nou grau de llibertat amb l'espín de l'electró.
La suposició més raonable era doncs pensar que l'electró té un moment magnètic intrínsec que es va anomenar espín i que a més la magnitud del vector S i el seu component z, {\displaystyle S_{z}}, es relacionen amb dos nombres quàntics s i ms, d'una forma anàloga a la del nombre quàntic azimutal, ℓ, i nombre quàntic magnètic, {\displaystyle m_{l}}. Així, si pel moment angular es té:
{\displaystyle L=\hbar {\sqrt {\ell (\ell +1)}}},
{\displaystyle L_{z}=m_{l}\hbar }
per l'espín, de forma anàloga:
{\displaystyle S=\hbar {\sqrt {s(s+1)}}},
{\displaystyle S_{z}=m_{s}\hbar }
on, per l'electró: {\displaystyle m_{s}=\pm 1/2,} i on {\displaystyle \hbar } és la constant de Planck reduïda.

## Detecció
Quan les linies espectrals de l'hidrogen van ser estudiades amb alta resolució, es van trobar doblets. Aquests desdoblaments s'anomena estructura fina i va ser una de les primeres evidencies experimentals de l'espín del electró. L'observació directa del moment angular intrínsec de l'electró va aconseguir-se amb l'experiment de Stern-Gerlach.